# Smøremiddel
Et smøremiddel er en tør eller våd substans, som anvendes for at minske friktion og/eller slitage mellem bevægelige dele. Et smøremiddel anvendes f.eks. til lejer, tandhjul (gearkasser), maskiner, motorer - og i totaktsmotorers brændstof.
Oliefilm eller Oliehinde, der forhindrer, at to metaldele, der bevæger sig mod hinanden, som f.eks. stempelringe og cylindervægge, kommer i direkte kontakt. Da olien langsomt forsvinder ved stilstand, skal en motor, der har stået stille et stykke tid, køres forsigtigt, således at olien kan komme rundt til alle de bevægelige dele og genskabe en oliefilm, inden motoren belastes.

## Vådsmøremidler
Smøreolie er ofte mineraloliebaseret. Den inddeles i forskellige klasser afhængig af viskositet.
Syntetisk olie består hovedsageligt af mineralolie, som er blevet ændret gennem diverse tekniske processer og derved fået forbedrede egenskaber  - eller det kan være en syntetisk fremstillet olie, f.eks. fra råvaren ætylen. Syntetiske olier koster betydeligt mere end standardolier. Disse er yderligere inddelt i et specifikt klassificeringssystem; API, ILSAC, ACEA. Viskositeten for olien for oliens arbejdsområde måles med tal , fx; 5w10 til 15w50. Den første olie er tynd og den sidste mere tyktflydende. 
Silikonefedt er en smørefedt baseret på silikoneolie og anvendes typisk til smøring af kul-, rulleleje og glidelejer. Silikonefedt tåler relativt høje temperaturer og er elektrisk isolerende, det harsker ikke og reagerer ikke med omgivelserne.

## Tørsmøremidler
Grafit, molybdendisulfid og PTFE er eksempler på tørsmøremidler.

### Grafitsmøremidler
Grafitsmøremidler kan bestå af kun grafit eller blandes med talg til smøring af lejer, som er udsat for så høj temperatur eller tung belastning, hvor andre smøremidler ikke kan anvendes.  Grafit anvendes også som tilsætning i konsistensfedt og smøreolie.